# 吉约库尔
吉约库尔（法語：Guillaucourt，法語發音：[ɡijokuʁ]）是法国上法蘭西大區索姆省的一个市镇，属于蒙迪迪耶区。

## 地理
吉约库尔（49°50'31"N, 2°37'52"E）面积6.37 平方千米，位于法国上法蘭西大區索姆省，该省份为法国北部沿海省份，北起加来海峡省和北部省，西接滨海塞纳省和大西洋英吉利海峡，南至瓦兹省，东临埃纳省。
与吉约库尔接壤的市镇（或旧市镇、城区）包括：维安库尔莱基佩、巴永维莱尔、凯村、桑泰尔地区卡约、阿尔博尼耶尔。
吉约库尔的时区为UTC+01:00、UTC+02:00（夏令时）。

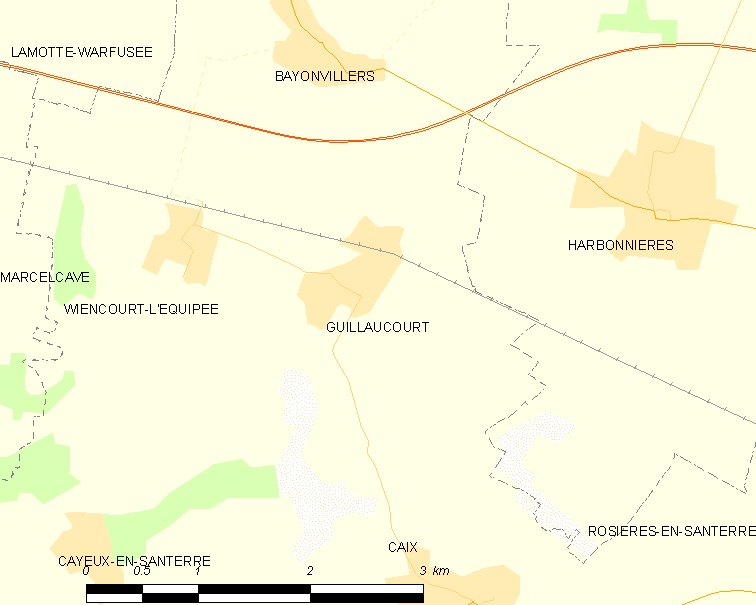
吉约库尔的OSM定位图

## 行政
吉约库尔的邮政编码为80170，INSEE市镇编码为80400。

## 政治
吉约库尔所属的省级选区为莫勒伊县。

## 人口

1962-2008年间吉约库尔人口变化图示

吉约库尔于2022年1月1日时的人口数量为391人。